# Consiglio dei commissari del popolo dell'Unione Sovietica
Il Consiglio dei commissari del popolo dell'URSS (in russo Совет народных комиссаров СССР?, Sovet narodnych komissarov SSSR), abbreviato in Sovnarkom o SNK dell'URSS, è stato l'organo esecutivo e amministrativo dell'Unione Sovietica dalla sua fondazione fino al 1946, mentre analoghe strutture operavano nelle Repubbliche federate.

## Storia
Il Sovnarkom dell'URSS, sul modello di quello della RSFS Russa, fu istituito all'atto della fondazione dell'Unione Sovietica dal I Congresso dei Soviet dell'URSS ed eletto nella sua prima composizione pochi mesi più tardi dal Comitato esecutivo centrale dell'URSS.
Fu confermato nella Costituzione sovietica del 1924 come organo esecutivo e amministrativo del Comitato esecutivo centrale, le cui camere ne eleggevano i componenti in seduta comune e che aveva diritto di sospenderne le deliberazioni. Del Sovnarkom facevano parte presidente del Consiglio dei Commissari del popolo, vicepresidenti e dieci Commissari del popolo, ciascuno alla direzione dei Commissariati del popolo, cinque di carattere federale, unici per tutte le Repubbliche, e cinque unificati.
Nel 1932 i Commissariati furono estesi a dodici con la suddivisione del Consiglio superiore dell'economia nazionale nei tre Narkomat dell'industria pesante, dell'industria leggera e dell'industria boschiva. Con la Costituzione del 1936 vennero previsti otto Commissariati del popolo federali e dieci federali-repubblicani, ma il numero di Narkomat fu ampliato a 24 nei tre anni successivi. Oltre ai rispettivi commissari, al presidente e ai vicepresidenti del Sovnarkom, entravano a far parte del Consiglio, eletto dal Soviet Supremo, anche i presidenti di determinati Comitati e Commissioni statali.
Il Consiglio dei commissari del popolo dell'URSS e quelli delle Repubbliche federate furono riorganizzati in Consigli dei ministri con legge del Soviet Supremo dell'URSS nel 1946.